# 戴自英
戴自英（1914年11月29日—2009年12月8日），浙江宁波人，生于上海，中国著名传染病学家，中国临床抗生素研究的先驱和奠基人。

## 简介
1938年，毕业于上海医学院。1947年，赴英国留学，入读英国牛津大学病理学院传修细菌学，导师霍華德·弗洛里。1950年，获得牛津大学博士学位。
1950年4月，回国，先后担任上海医科大学（上海第一医学院）内科教授，上海市华山医院的副院长，并是中国卫生部医学科学委员会委员。
1953年，发表了小剂量氯霉素用于治疗伤寒的方案。
1957年，参加了对丘财康大面积烧伤的抢救，获得中国卫生部个人三等奖的褒奖。
1963年，在上海主持创建了抗生素临床研究室，并主持完成了对120多种抗菌类药物的临床研究。
1972年，提出磺胺嘧啶是中等效果的磺胺药，病人可以减少服用剂量和服用次数。
1979年，对当时的国产新药硫眯头孢菌素进行了临床应用的研究，证明了该药的药效。
1984年12月，退休。
2009年10月8日，逝世，享年96岁。

## 著作
- 《实用抗生素学》
- 《实用内科学》（共同主编）